# Blueprints
Blueprints es el álbum debut de Wage War. Fue lanzado el 27 de noviembre de 2015 por Fearless Records. Antes de su lanzamiento, han pasado por tres cambios de nombre y un EP llamado The Fall of Kings cuando se llamaban Empires.

## Lista de canciones
| Original CD |              |          |  |
| N.º         | Título       | Duración |  |
| 1.          | «Hollow»     | 1:08     |  |
| 2.          | «Twenty One» | 4:13     |  |
| 3.          | «Alive»      | 3:24     |  |
| 4.          | «Blueprints» | 4:22     |  |
| 5.          | «Youngblood» | 4:02     |  |
| 6.          | «The River»  | 3:48     |  |
| 7.          | «Deadlocked» | 3:55     |  |
| 8.          | «Enemy»      | 3:58     |  |
| 9.          | «Spineless»  | 2:00     |  |
| 10.         | «Basic Hate» | 3:40     |  |
| 11.         | «Desperate»  | 4:24     |  |

## Personal
Wage War
- Briton Bond - Voz, Voz gutural
- Cody Quistad - Guitarra rítmica y voces claras
- Seth Blake - Guitarra líder
- Chris Gaylord - Bajo
- Stephen Kluesener - Batería

Producción
- Matt Aure - Gerente del producto
- Tom Denney - Compositor
- Alan Douches - Masterización
- Jeremy McKinnon - Productor, Compositor
- Sal Torres - A&R
- Andrew Wade - Compositor, Ingeniero, Mixeo, Productor

Arte de tapa
- Chris Kutsor - Diseño
- James Land - Fotografía

## Posicionamiento
| Lista (2015)            | Posición más alta |
| ----------------------- | ----------------- |
| US Top Heatseekers      | #3                |
| US Top Rock Albums      | #43               |
| US Top Hard Rock Albums | #9                |
| US Independent Albums   | #28               |